# Sombra Negra
La Sombra Negra (de l'espagnol « Ombre noire »), également connue comme El Clan de Planta, est un groupe d'autodéfense contre les gangs, parfois assimilé à un escadron de la mort, actif dans l’État du Salvador principalement au début des années 1990. Il serait composé pour la plupart de membres de la police et des forces armées ciblant des criminels et des membres de gangs pour appliquer l’auto-justice.

## Histoire
Le nom est apparu autour de décembre 1989 dans le département de San Miguel, alors que le pays est encore dans la période de la guerre civile (1980-1992). Le groupe est principalement actif au début des années 1990. En avril 1995, il a revendiqué la mort de dix-sept personnes, affirmant que les personnes tuées étaient des criminels ou des membres de gangs.
Il est soupçonné d'être réactivé régulièrement durant les deux décennies suivantes. En 2014, les médias évoquent l'apparition dans plusieurs communautés de tags au nom de la Sombra Negra ainsi que de plusieurs sites et comptes sociaux.
Les actions de la Sombra Negra ont inspiré la création de groupes similaires comme Los Exterminio, accusé de la mort d'au moins 40 membres de gangs en 2016 au Salvador, dont sept membres du MS-13.
Les membres de la Sombra Negra dissimuleraient leurs visages et le corps avec des bandanas, des vêtements anthropomorphes, et utiliseraient des véhicules sans permis avec des vitres obscurcies quand ils effectuent leurs missions afin d’éviter toute détection.

## Idéologie
La Sombra Negra a justifié avoir tué des gens parce qu’elle estime que la police ne peut pas appliquer les lois du Salvador.
Le gouvernement du Salvador affirme que ces groupes ne sont pas sous son contrôle.

## Actions contre la MS-13 et le18thStreet Gang
La Sombra Negra est connue particulièrement pour poursuivre et exécuter des membres des organisations criminelles infâmes salvadoriennes dénommées Maras ou « gangs », qui peuvent également agir aux États-Unis, notamment à Los Angeles. Les membres de la Mara Salvatrucha (MS-13) sont connus pour couvrir leurs corps et leurs visages avec des tatouages portant le nom et/ou les symboles du gang, les rendant plus facile à identifier pour les surveiller par la Sombra Negra et pour les exécutions ensuite, de sorte que, plus récemment, certains membres des MS-13 ont commencé à enlever ou à cacher ces tatouages. Ainsi, Fernando Ramirez, un criminel condamné à 60 ans de prison, suivis de cinq ans de liberté surveillée, a demandé dans un entretien à ce que ses tatouages soient enlevés avant de purger sa peine à San Salvador. La Sombra Negra cible également le 18th Street Gang, gang rival de la MS-13.
À partir de 2014, une augmentation de la violence des gangs a suscité un regain d’activité de ces escadrons de la mort. Le procureur général pour les droits de l’homme salvadorien, David Morales, avance que cette activité peut être liée à l’activité de la police. Dans un entretien avec David Morales, le procureur général a expliqué que la Sombra Negra a provoqué une vague d’agressions sexuelles chez les membres de gangs : « les membres des gangs de croire qu’ils [les membres de la Sombra Negra] s’infiltrent dans leurs rangs. Les dirigeants et les membres [ont] répondu en violant les infiltrés soupçonnés ».

## Dans la culture populaire
En 2015, dans la série télévisée post-apocalyptique produite par AMC Fear the Walking Dead, le personnage de Daniel Salazar, joué par l’acteur panaméen Rubén Blades, est un ancien membre de la Sombra Negra qui a été contraint de rejoindre l’un des  escadrons de la mort de la junte salvadorienne et a été personnellement responsable pour le meurtre de plus d’une centaine de Salvadoriens.